# Karl-Liebknecht-Haus (Calvörde)

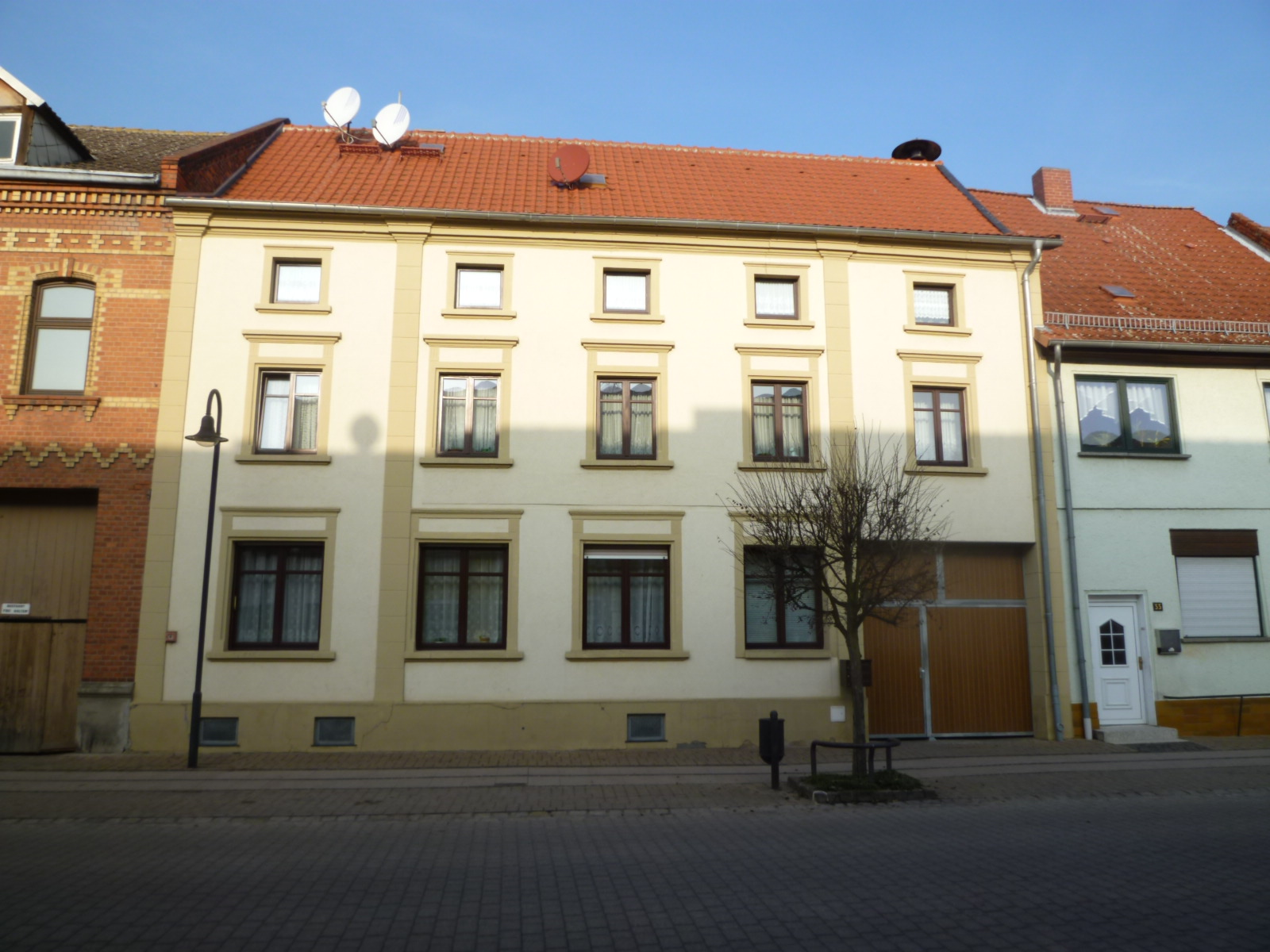
Karl-Liebknecht-Haus im November 2011

Das Karl-Liebknecht-Haus in Calvörde ist heute ein denkmalgeschütztes Wohnhaus.

## Lage
Das Karl-Liebknecht-Haus, auch K-L-Haus genannt, steht im Ostabschnitt der Geschwister-Scholl-Straße im Calvörder Weichbild Stadt und ist mit der Hausnummer 34 versehen.

## Geschichte
Das heute nun zweigeschossige Wohnhaus ist um 1800 entstanden. Seine politische und kulturelle Bedeutung für die Gemeinde erfuhr das Bauwerk um 1800 als Gaststätte Zum Deutschen Kaiser. Später, mit der Sowjetischen Besetzung von Calvörde, wurde es zur Kulturstätte der Bevölkerung vor Ort. So wurde das Haus nach dem Sozialisten Karl Liebknecht benannt und wurde seit dem Zeitpunkt an einer der wichtigsten Versammlungsräume in Calvörde. So konnte man nur hier, vom 24. bis 28. Juni 1948, die alte Reichsmark gegen die neue Ostmark im Verhältnis 10:1 umtauschen. Zur DDR-Zeit war das K-L-Haus auch eines der vier Wahllokale, hier wurde für die Volkskammer und für den Rat der Gemeinde gewählt. Seine kulturelle Bedeutung bestand darin zu Beginn der sechziger Jahre jenen Einwohnern der Gemeinde, die noch keinen eigenen Fernseher besaßen, die Möglichkeit zu geben, hier im öffentlich zugänglichen Fernsehraum, die Bilder des DDR-Fernsehens zu verfolgen. Der Fernsehraum befand sich im Erdgeschoss des K-L-Hauses, seine Grundausstattung war eher bescheiden und bestand aus einem Fernsehgerät, mehreren Stühlen und Tischen und einem Klavier. Die Räumlichkeiten wurden auch für die örtliche Polytechnische Oberschule (POS) genutzt. Nach der politischen Wende in der DDR wurden die Räumlichkeiten für politische und kulturelle Zwecke nicht mehr genutzt. Heute befinden sich in dem K-L-Haus mehrere Wohnungen.